# Grammatodon securis
Grammatodon securis es una especie extinta de molusco bivalvo marino de la familia Parallelodontidae, muy abundante en estratos geológicos de la Formación Agrio (Cuenca Neuquina) en Argentina. La especie fue nombrada por Leymerie en 1842.

## Descripción
Se trata de una especie con conchillas apenas inequivalvas, inequilateral, moderadamente infladas y alargadas. Posee umbones fuertemente convexos, curvados anteriormente donde las puntas se proyectan hacia abajo en el área del ligamento. Esta área, es estrecha y alargada. Las costillas radiales están generalmente presentes en toda la caparazón, pero a veces solo en los extremos posterior.

## Antigüedad
G. securis es una especie muy común en estratos de la Formación Agrio (Cuenca Neuquina), que aflora abundantemente en la provincia del Neuquén, Argentina.